# La mia voce vol. 2
La mia voce vol. 2 è il terzo EP del cantautore italiano Fabrizio Moro, pubblicato il 19 maggio 2023 da La Fattoria del Moro e Warner Music Italy, come seconda parte del precedente EP La mia voce.

## Descrizione
Il progetto discografico vede Moro lavorare a quattro mani con Roberto Cardelli nella scrittura dei brani, mentre si affiancano alla produzione con Giordano Colombo e Roberto Maccaroni. In un'intervista all'Agenzia Giornalistica Italia Moro ha raccontato il significato dei brani:
(Fabrizio Moro)

## Accoglienza
Gabriele Fazio dell'Agenzia Giornalistica Italia ha descritto il cantautorato dell'EP «onesto» e «intimo», utilizzando «un linguaggio efficace, ficcante, attraverso canzoni che diventano immediatamente dei cult». Fazio riporta che attraverso i brani «Moro si denuda anche ben oltre il sentimentalismo» mostrandosi «vulnerabile» e «armato del solo puro istinto».

## Tracce
Testi di Fabrizio Moro, Roberto Cardelli, musiche di Fabrizio Moro, Giordano Colombo, Roberto Cardelli.
1. Tutta la voglia di vivere – 3:02
2. Il sole – 3:08
3. Dove – 2:58 (testo: Fabrizio Moro, Roberto Cardelli)
4. Una vita intera – 3:04
5. Senza di te – 3:14 (Fabrizio Moro, Roberto Cardelli, Roberto Maccaroni)
6. Tutte le parole – 2:53